# Mina Sato
Mina Sato (en japonés: 佐藤水菜, Sato Mina, Chigasaki, 7 de diciembre de 1998) es una deportista japonesa que compite en ciclismo en la modalidad de pista. Ganó tres medallas en el Campeonato Mundial de Ciclismo en Pista, entre los años 2021 y 2024.

## Medallero internacional
| Campeonato Mundial | Campeonato Mundial      | Campeonato Mundial | Campeonato Mundial   |
| Año                | Lugar                   | Medalla            | Competición          |
| ------------------ | ----------------------- | ------------------ | -------------------- |
| 2021               | Roubaix (Francia)       | Medalla de plata   | Keirin               |
| 2022               | Saint-Quentin (Francia) | Medalla de plata   | Keirin               |
| 2024               | Ballerup (Dinamarca)    | Medalla de oro     | Keirin               |
| 2024               | Ballerup (Dinamarca)    | Medalla de bronce  | Velocidad individual |